# Richard Simmons
Milton Teagle "Richard" Simmons (12 tháng 7 năm 1948 - 13 tháng 7 năm 2024) là một giáo viên dạy thể dục thẩm mỹ, diễn viên và diễn viên tấu hài người Mỹ. Ông được biết đến với thái độ lập dị, cường điệu và tràn đầy năng lượng của mình.
Simmons bắt đầu công việc phục vụ cho người giảm cân bằng cách mở một phòng tập thể dục gọi là Slimmons ở Beverly Hills, California, và phục vụ cho tình trạng thừa cân, và ông trở nên nổi tiếng thông qua quảng cáo truyền hình và thông qua các sản phẩm tiêu dùng. Anh ấy thường bị nhại lại và là khách mời thường xuyên của chương trình truyền hình đêm khuya, chẳng hạn nhưLate Show with David Letterman và The Howard Stern Show.
Simmons tiếp tục thúc đẩy sức khoẻ và tập thể dục thông qua sự nghiệp kéo dài hàng thập kỷ, và sau đó mở rộng các hoạt động của mình để bao gồm các hoạt động chính trị - đặc biệt là trong năm 2008 để hỗ trợ một dự luật yêu cầu giáo dục thể chất không cạnh tranh trong các trường học công như một phần của "No Child Left Behind Act". Tuy nhiên, anh đã không xuất hiện trước công chúng từ tháng 2 năm 2014, và phòng tập của anh lặng lẽ đóng cửa vào cuối năm 2016 mà không có anh ta đưa ra bất kỳ tuyên bố nào. Sự rút lui của anh khỏi con mắt của công chúng đã dẫn đến sự suy đoán và biểu hiện đang diễn ra liên quan đến hạnh phúc của ông. Simmons và những người đã tiếp xúc với anh ta đã nói những lo ngại không có lý do.

## Tiểu sử
Simmons tên khai sinh là Milton Teagle Simmons, sinh ra ở New Orleans, Louisiana vào ngày 12 tháng 7 năm 1948. Ông là con trai của Leonard Douglas Simmons, Sr. và Shirley May và lớn lên trong khu phố Pháp.